# Smithville (Oklahoma)
Smithville – miasto w Stanach Zjednoczonych, w stanie Oklahoma, w hrabstwie McCurtain.